# 短體擬棘鯛
線紋擬棘鯛為輻鰭魚綱金眼鯛目金眼鯛亞目金眼鯛科的其中一種，分布於西印度洋的德班海域，體長可達20公分，棲息在深水域，屬肉食性。

## 擴展閱讀
維基物種上的相關：線紋擬棘鯛